# Raciąż (województwo kujawsko-pomorskie)
Raciąż (niem. Reetz) – wieś w Polsce, położona w województwie kujawsko-pomorskim, w powiecie tucholskim, w gminie Tuchola.
Wieś jest siedzibą sołectwa Raciąż, w którego skład wchodzą również: Borki, Mrowiniec, Nadolna Karczma, Nadolnik, Raciąski Młyn, Raciąż-Piaski, Wybudowanie Raciąskie, Wysocki Młyn i Wysoka.
Do 1954 roku miejscowość była siedzibą gminy Raciąż. W latach 1975–1998 miejscowość położona była w województwie bydgoskim.
Wieś jest położona na zachodnim krańcu Borów Tucholskich, otoczona trzema jeziorami: Raciąskim, Rudnica i Przylonek połączonym poprzez Raciąską Strugę z Brdą. Według Narodowego Spisu Powszechnego (III 2011 r.) zamieszkuje ją 1052 mieszkańców, jednak ta liczba szybko się zmienia gdyż wieś rozwija się bardzo dynamicznie. Mimo to jest to miejscowość zaciszna, leżąca z dala od głównych dróg i tras przelotowych.
| Integralne części wsi Raciąż do 2023 r. | Integralne części wsi Raciąż do 2023 r. | Integralne części wsi Raciąż do 2023 r. |
| SIMC                                    | Nazwa                                   | Rodzaj                                  |
| --------------------------------------- | --------------------------------------- | --------------------------------------- |
| 1037519                                 | Borki                                   | przysiółek                              |

## Historia

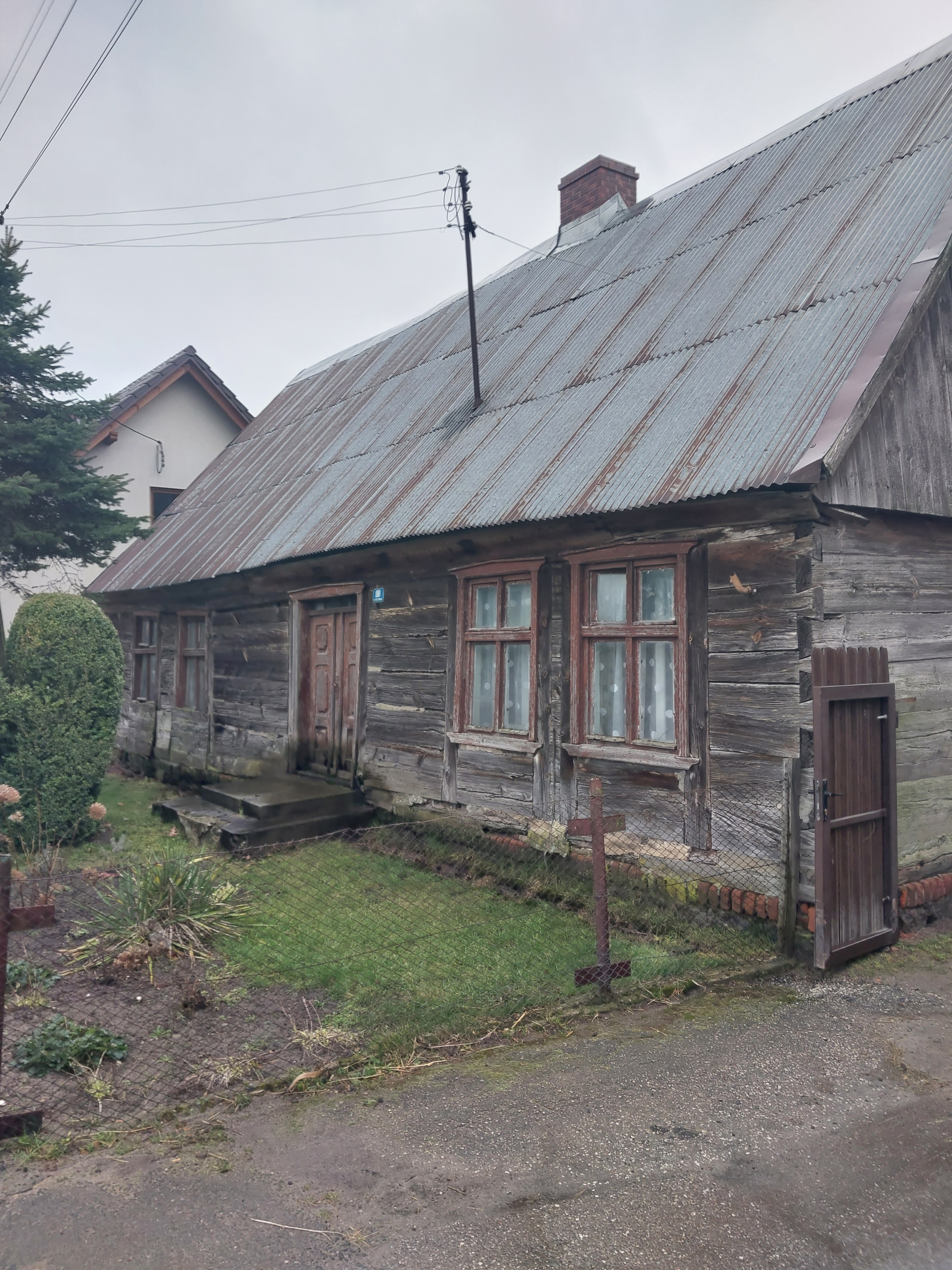
Najstarszy zachowany dom w Raciążu, znajdujący się na ulicy Kasztelańskiej, zbudowany po 1851 roku

W trakcie badań archeologicznych stwierdzono w Raciążu ślady osady z czasów kultury łużyckiej oraz z IX-X wieku. W połowie XIII wieku wybudowano w Raciążu drewniano-ziemny gród obronny, który znajdował się około 3,5 km na północny zachód od obecnej wsi, nad jeziorem Śpierewnik. Mieścił się w nim ośrodek kasztelański co oznacza, że miejscowość ta była centrum administracyjnym dla całego pobliskiego terytorium. Potwierdza ten fakt wzmianka z 1178 roku z dokumentu księcia pomorskiego Sambora I, który wymienił Raciąż obok innych grodów kasztelańskich w Świeciu i Wyszogrodzie. Pod grodem przebiegał szlak handlowy do Gdańska, co stworzyło dogodne warunki do stworzenia tu komory celnej i prawdopodobnie targu. Gród został spalony w 1256 roku, kiedy to Mściwoj II, syn księcia pomorskiego Świętopełka II, zdobył Nakło. W odwet książęta Przemysł I wspólnie z księciem Kazimierzem I kujawskim wyprawili się na początku zimy 1255/1256 i najechali na ziemie podległe Świętopełkowi I, zdobywając gród w Raciążu. „Kronika Wielkopolska” poświadcza, że nacierający podpalili gród, a „Rocznik kapituły poznańskiej” podaje, że w ręce księcia Przemysła dostał się kasztelan Sokół, wojski i chorąży. Gród jednak niedługo potem odbudowano. Na terenie grodu znajdowała się murowana romańska wieża, w której prawdopodobnie więziony był w 1269 roku książę Mściwój II przez brata Warcisława II i stryja Sambora II.
Po książętach pomorskich Raciąż stał się własnością Piotra Święcy, razem z Bysławiem i Cekcynem oraz z grodem w Nowem. W 1313 roku Piotr Święca oddał Krzyżakom gród Nowe z okolicami. W latach 1325–1330 w ręce zakonu przeszła także Tuchola i okolice, przez którą przeprowadzono nowy szlak handlowy. W roku 1325 nadał Piotr Święca karczmę karczmarzowi z Raciąża – Wawrzyńcowi Walce. W 1349 roku nastąpiła lokacja wsi chłopskiej na prawie chełmińskim. W 1454 roku Raciążu przeszedł w ręce króla Polski, jako część starostwa tucholskiego.  
W 1632 roku  istniał w Raciążu kościół w połowie murowany i w połowie zbudowany  z drewna i przykryty dachówką, wnętrze ozdabiały trzy ołtarze: główny – dedykowany św. Trójcy i dwa boczne poświęcone Najświętszej Maryi Pannie oraz Matce Boskiej Boleściwej  i Zmartwychwstaniu Pańskiemu. Dnia 6 sierpnia 1851 w wyniku ogromnego pożaru większość budynków w Raciążu uległa spaleniu wraz z kościołem, plebanią, szkołą  i szpitalem dla ubogich
W latach 1862-6 wybudowano neogotycki kościół p. w. Trójcy Świętej, który stał się ośrodkiem jednej z najstarszych parafii na Pomorzu. Podczas drugiej wojny światowej w wyniku ostrzału zniszczona została wieża, którą odbudowano w 1975 r. Wystrój wnętrza, wykonanego w stylu późnobarokowym i neogotyckim, stanowią trzy ołtarze, ambona i chrzcielnica, jednym z głównych fundatorów kościoła był urodzony w Raciążu ksiądz Józef Kręcki (1783 -1856) proboszcz Sypniewski. Nieopodal bezstylowa, parterowa plebania z 1858 r., murowana z cegły, z dachem dwuspadowym.
Od 26 października 1906 r. do co najmniej 20 lutego 1907 r. (lub dłużej) w miejscowej szkole elementarnej trwał strajk dzieci przeciwko nauczaniu religii w języku niemieckim. Z uczestników strajku znane są nazwiska następujących dzieci: Kręccy, Stachurscy. Strajk był elementem znacznie większej akcji biernego oporu wobec pruskich władz szkolnych, która na przełomie 1906 i 1907 r. objęła ponad 460 (!) szkół w prowincji Prusy Zachodnie, czyli przedrozbiorowe Pomorze Gdańskie, Powiśle, ziemię chełmińską i ziemię lubawską oraz część Krajny. Inspiracją dla strajków pomorskich były wcześniejsze działania dzieci w prowincji wielkopolskiej, ze słynnym strajkiem we Wrześni (1901) na czele.
W latach 1925–1939 wójtem w Raciążu był działacz społeczny i niepodległościowy Edmund Kręcki. 
W Raciążu urodzili się: Kazimierz Kręcki i Jan Walenty Kręcki

### Rodzina Janta - Połczyńskich
Z Raciąża wywodzi się także rodzina Janta - Połczyńskich, której dwór jest obecnie wykorzystywany jako Dom Pomocy Społecznej Wysoka. Najbardziej znanym przedstawicielem tejże rodziny jest Leon Janta - Połczyński,działacz niepodległościowy i minister rolnictwa, oraz jego żona Maria, która była matką chrzestną żaglowca „Dar Pomorza”. Oprócz dworu Janta - Połczyńskich, w Raciążu znajduje się również mauzoleum, które powstało na przełomie XIX i XX wieku w stylu klasycystycznym.

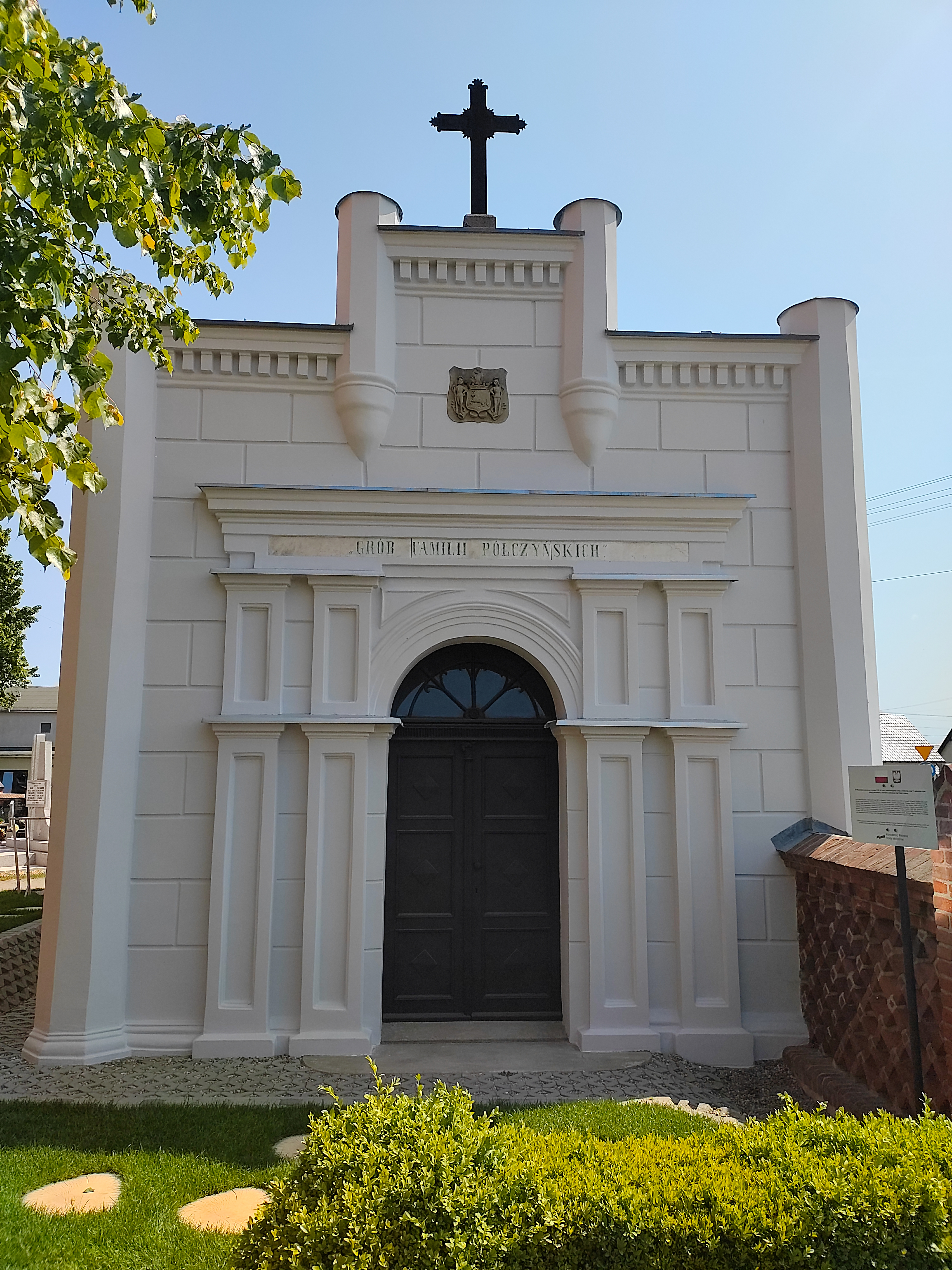
Mauzoleum po renowacji - front
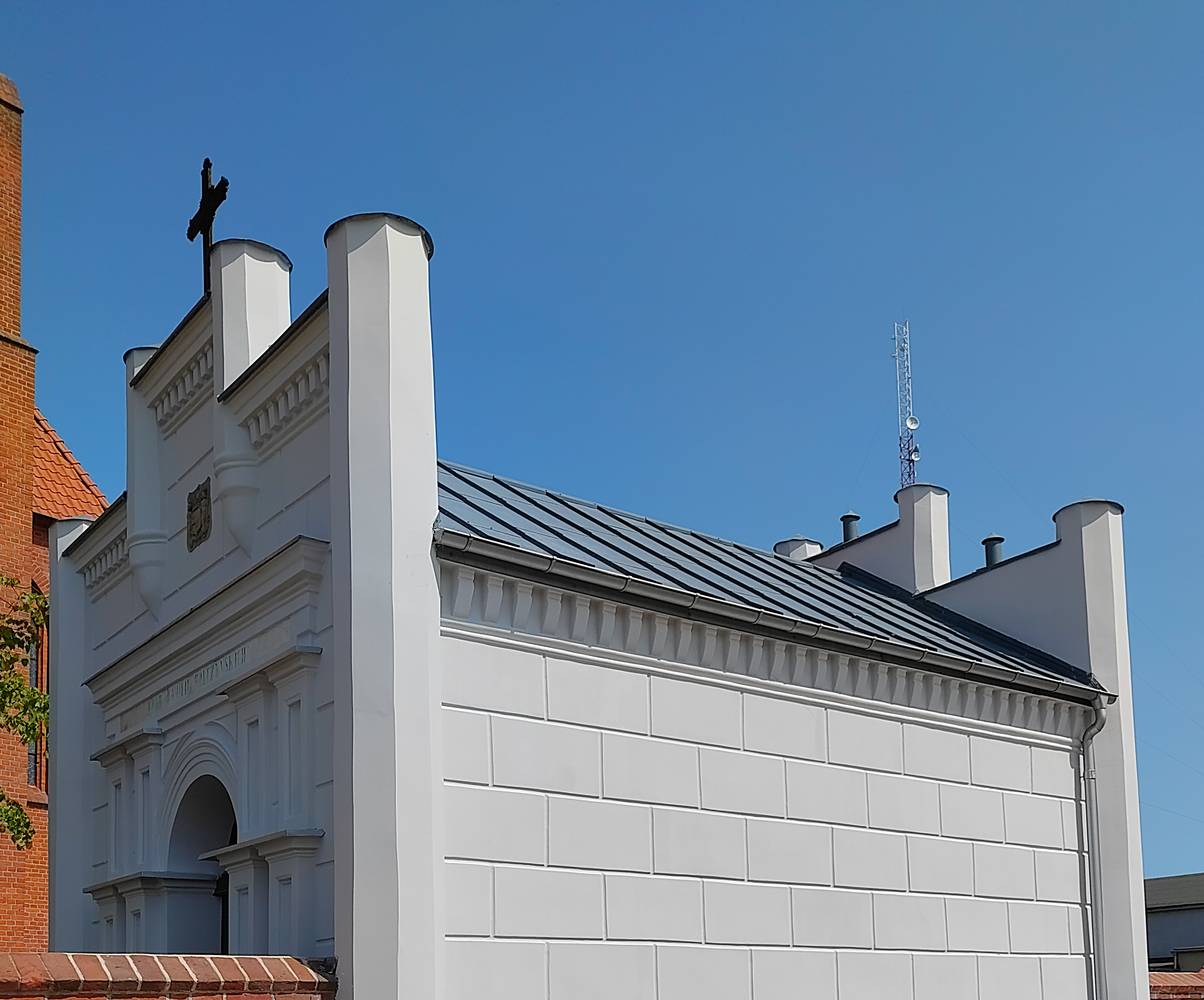
Widok na mauzoleum od strony ulicy
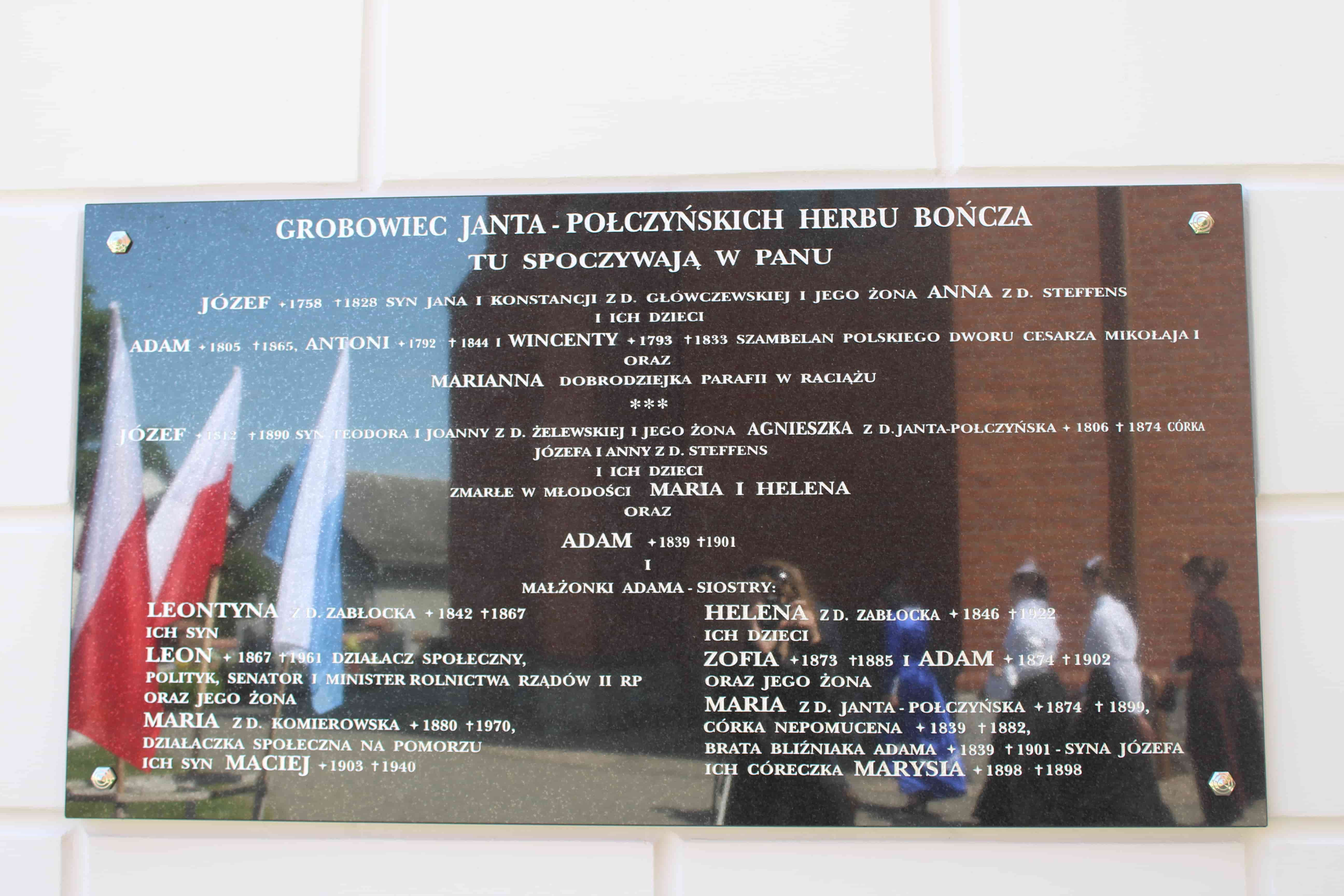
Tablica pochowanych

## Grodzisko Raciąż
Około 3,5 km na północny zachód od obecnej wsi, na półwyspie w południowej części jeziora Śpierewnik (Przysarcz), znajdują się ślady drewniano-ziemnego grodu obronnego z połowy XIII wieku, będącego dawniej siedzibą kasztelanii. W roku 2012 dokonano jego rekonstrukcji, w ramach której powstały tu drewniane pomosty umożliwiajce dostęp na teren półwyspu (w XIII wieku wyspy), punkt widokowy, brama wjazdowa, fragmenty palisady i obrysy domów.

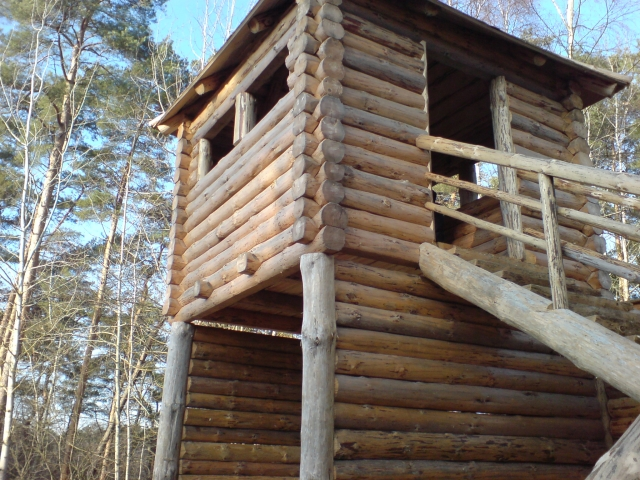
Rekonstrukcja bramy grodu
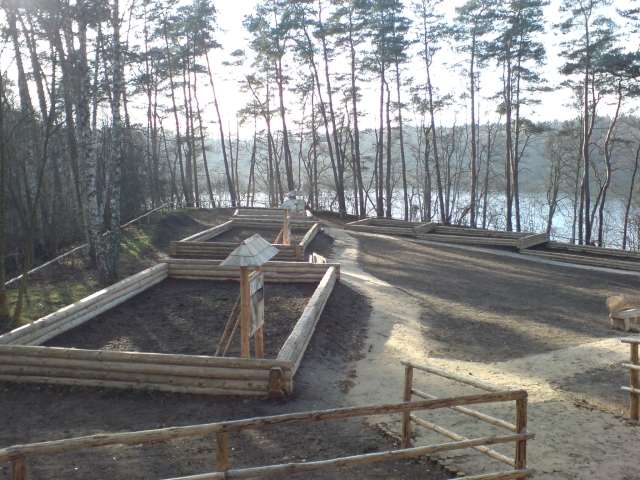
Gród - widok z bramy
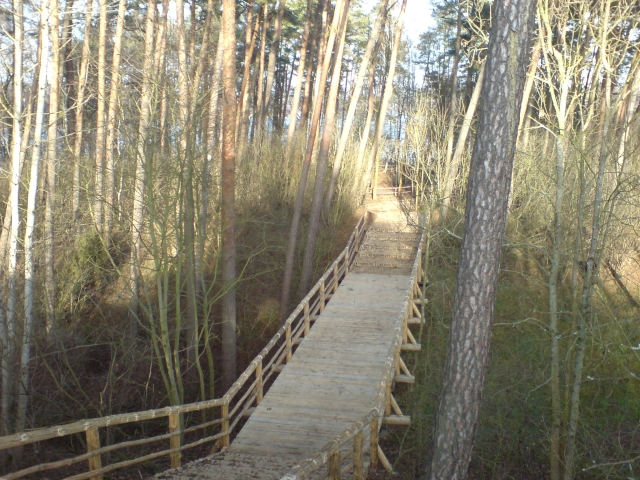
Most drewniany
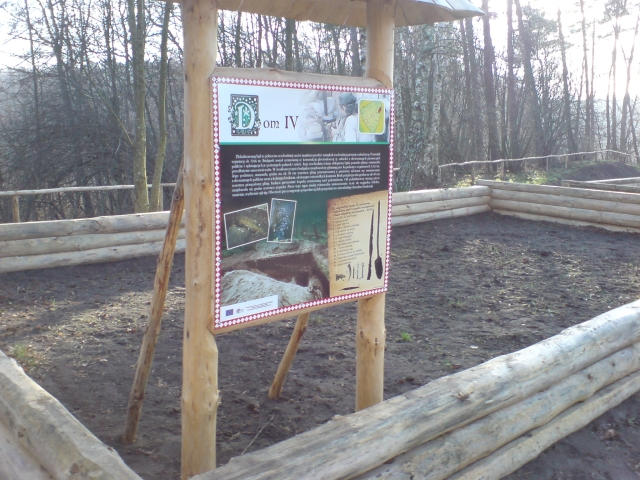
Jedna z tablic informacyjnych - Dom IV
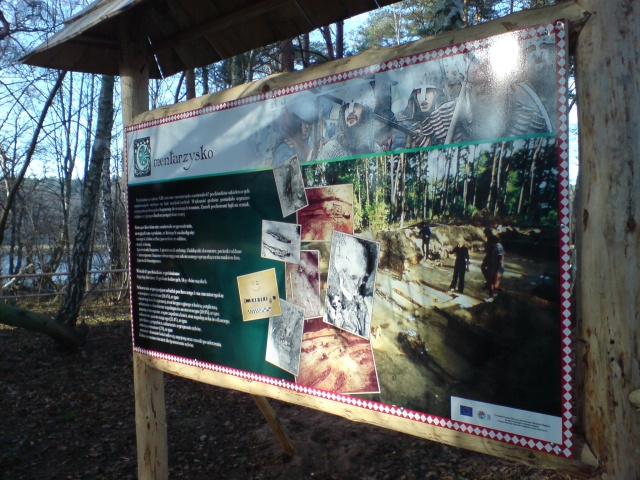
Jedna z tablic informacyjnych - Cmentarzysko